# Dapingtai
Dapingtai (kinesiska: 大平台, 大平台乡) är en socken i Kina. Den ligger i provinsen Heilongjiang, i den nordöstra delen av landet, omkring 370 kilometer nordost om provinshuvudstaden Harbin. Dapingtai ligger vid sjön Kuerbing Shuiku.
Genomsnittlig årsnederbörd är 912 millimeter. Den regnigaste månaden är juli, med i genomsnitt 238 mm nederbörd, och den torraste är januari, med 11 mm nederbörd.